# BCR Open Romania Ladies 2012
Il BCR Open Romania Ladies 2012 è stato un torneo professionistico di tennis femminile giocato sulla terra rossa. È stata la 6ª edizione del torneo, che fa parte dell'ITF Women's Circuit nell'ambito dell'ITF Women's Circuit 2012. Si è giocato a Bucarest in Romania dal 16 al 22 luglio 2012.

## Partecipanti

### Teste di serie
| Nazionalità | Giocatrice         | Ranking* | Testa di serie |
| ----------- | ------------------ | -------- | -------------- |
| Francia     | Alizé Cornet       | 55       | 1              |
| Svizzera    | Romina Oprandi     | 66       | 2              |
| Romania     | Irina-Camelia Begu | 73       | 3              |
| Romania     | Alexandra Cadanțu  | 85       | 4              |
| Francia     | Pauline Parmentier | 97       | 5              |
| Spagna      | Laura Pous Tió     | 102      | 6              |
| Francia     | Virginie Razzano   | 104      | 7              |
| Spagna      | Garbiñe Muguruza   | 105      | 8              |

- Ranking al 9 luglio 2012.

### Altre partecipanti
Giocatrici che hanno ricevuto una wild card:
- Elena Bogdan
- Andreea Mitu
- Ioana Raluca Olaru
- Patricia Maria Țig

Giocatrici che sono passate dalle qualificazioni:
- Daniëlle Harmsen
- Ana Savić
- Rocío de la Torre-Sánchez
- María-Teresa Torró-Flor

## Campionesse

### Singolare
- María-Teresa Torró-Flor ha battuto in finale  Garbiñe Muguruza, 6–3, 4–6, 6–4

### Doppio
- Irina-Camelia Begu /  Alizé Cornet hanno battuto in finale  Elena Bogdan /  Ioana Raluca Olaru, 6–2, 6–07